# 小体鲟
小体鲟（学名：Acipenser ruthenus）又稱西德鱘，为鲟科鲟属其中一個種。是一種淡水魚類，分布于前苏联以及额尔齐斯河流域等。

## 扩展阅读
維基物種上的相關：小体鲟